# 沙湾水道
沙湾水道，位于中华人民共和国广东省广州市南部，是番禺区与南沙区界河，西起番禺沙湾镇的九如围，上承顺德水道来水，蜿蜒向东，于南沙区榄核镇大坳村北斗围，右岸分出蕉门水道，继续向东至南沙东涌镇大乌村东北，右岸又分出沙鼻涌，继续东流至石楼镇清流村沙围左岸汇入市桥水道和莲花山水道，之后向东南经小虎岛和沙仔岛分三支汊流汇入虎门。水道自上而下建有北斗大桥、沙湾大桥（111省道和105省道）、观音沙大桥（广州绕城高速公路）等桥梁。